# Enuma Anu Enlil
Enuma Anu Enlil (sum. u4 an.na den.líl.lá, akad. Enūma dAnum dEnlil, tłum. „Gdy Anu, Enlil ...”) – babiloński tekst astrologiczny.

## Odkrycie
Tekst został odkryty przez zespół Hormuzda Rassama w 1853 roku – podczas badań archeologicznych w Bibliotece Aszurbanipala w Niniwie. Wśród tabliczek znajdowały się standardowe teksty przepowiedni, opatrzone odsyłaczami do właściwego sobie kanonu literackiego. Znalezione tabliczki z tekstami astrologicznymi odwoływały się do Enuma Anu Enlil, którego pełny tekst najprawdopodobniej znajdował się w bibliotece, jednak z różnych powodów, jak np. niedoskonała metodologia pracy archeologów, nierzetelność przy zabezpieczaniu znalezisk itd., tekst kanoniczny nie został w całości zrekonstruowany. 
Nazwa dzieła pochodzi od słów, rozpoczynających pierwszą tabliczkę. Jest to zbiór 68 lub 70 tabliczek glinianych, zapisanych pismem klinowym (liczba zależy od wydania) z tekstami przepowiedni. Poza biblioteką w Niniwie kopie tekstu Enuma Anu Enlil zostały odkryte w Babilonie, Borsippie, Assurze, Kalhu, Uruku, Dilbacie i Suzie.

## Czas powstania
Zabytki z Niniwy pochodzą z VII wieku p.n.e., choć ich treść jest dużo wcześniejsza i została ułożona najprawdopodobniej w okresie średniobabilońskim, a tradycja wróżbiarska i wiedza o znakach sięga III tysiąclecia p.n.e., tj. czasów sumero-akadyjskich, co sugerują nawiązania do czasów podziału świata na Akad, Elam, Subartu i Amurru oraz władców Rimusza i Ibbi-Suena. O tej genezie świadczą też opis sposobu przekazania przez bogów wiedzy o znakach oraz niektóre wróżby, na przykład, wróżenie z oliwy, do którego sięgano już w czasach Urukaginy z Lagasz, oraz wzmianki o wróżeniu z wątroby, stosowanym już ponoć za panowania legendarnego władcy przedpotopowego Sumeru – Enmeluany.
Kanoniczny tekst Enuma Anu Enlil powstawał od około 1700 do 1000 roku p.n.e., łącząc tradycje różnych szkół przepowiedni. Najstarszą część dzieła datuje się na około 1700 rok p.n.e., tj. na czasy pierwszej dynastii babilońskiej, panującej około 1950–1651 p.n.e. W skodyfikowanym Enuma Anu Enlil najstarszy fragment umieszczony jest na tabliczce 63. Zawiera wykaz zachodów i wschodów Wenus, a tekst nie odbiega od tabliczki Wenus z czasów Ammi-saduqi, datowanej na drugą połowę XVII wieku p.n.e. O tym, że dzieło nie powstało od razu, świadczy odkrycie w hetyckiej miejscowości Qatna tabliczki z tekstem, opisującym omeny księżycowe, zawarte również w Enuma Anu Enlil. Ponieważ Qatna została zburzona około 1360 roku p.n.e., uważa się, że niektóre fragmenty dzieła ukształtowały się przed tą datą. Ostateczne wersje innych wróżb powstawały do 1200 roku p.n.e., tj. do upadku cywilizacji Hetytów, na co wskazują odkrycia w miejscowościach hetyckich tabliczek z tekstem, zawartym też w Enuma Anu Enlil (jedna z nich prawdopodobnie stanowi wprowadzenie do dzieła). Kodyfikacja Enuma Anu Enlil zakończyła się około 1000 roku p.n.e. Potwierdzają to badania nad treścią tabliczek z wróżbami na podstawie obserwacji nieba.

## Autorstwo
Według Katalogu tekstów i autorów fragmentarycznie zachowanego tekstu babilońskiego, będącego listą tytułów znanych tekstów mezopotamskich oraz ich legendarnych i historycznych autorów, autorstwo Enuma Anu Enlil przypisywano samemu bogu Ea, babilońskiemu bogu magii i mądrości:
[Korpus tekstów dla egzorcys]tów āšipu; Korpus tekstów dla kapłanów kalû; Gdy Anu, Enlil;

[Jeżeli] kształt; Niezakończone miesiące; Chore ścięgna;

[Jeżeli] wypowiedź [z ust]; Król (jak?) burza, o bohaterskiej aurze; Ukształtowany jak Anu

...

[te (teksty)] są autorstwa (dosł. pochodzą z ust) boga Ea

## Treść
Łączna ilość odczytanych przepowiedni wynosi około siedmiu tysięcy. Omeny te stanowią wynik obserwacji zjawisk astronomicznych i meteorologicznych.
Pierwsze 22 tabliczki zawierają opis omenów księżycowych, związanych z wyglądem Księżyca w trakcie kolejnych faz, zaćmieniami i położeniem na tle planet i gwiazd. Tabliczki od 23 do 40 włącznie zawierają opis omenów słonecznych (np. zaćmień, halo). Od tabliczki 41 do 49 włącznie tekst zawiera przepowiednie, stworzone na podstawie obserwacji zjawisk meteorologicznych: grzmotów, błyskawic, tęcz, wiatrów i chmur, jak również trzęsień ziemi. Od tabliczki 50 rozpoczynają się opisy omenów planetarnych, ich koniunkcji, wschodów i zachodów na nocnym niebie oraz zmian w wyglądzie. Niezidentyfikowanych pozostaje tylko 6 ostatnich tabliczek. Na podstawie analizy znanych już fragmentów dzieła, przypuszcza się, że utracone tabliczki zawierają inne wróżby z planet i układu gwiazd.